# Arroio das Contas
Arroio das Contas är ett vattendrag i Brasilien. Det ligger i den södra delen av landet, 1 400 km söder om huvudstaden Brasília.
I omgivningarna runt Arroio das Contas växer i huvudsak städsegrön lövskog. Runt Arroio das Contas är det mycket glesbefolkat, med 4 invånare per kvadratkilometer.